# オルトリーブ

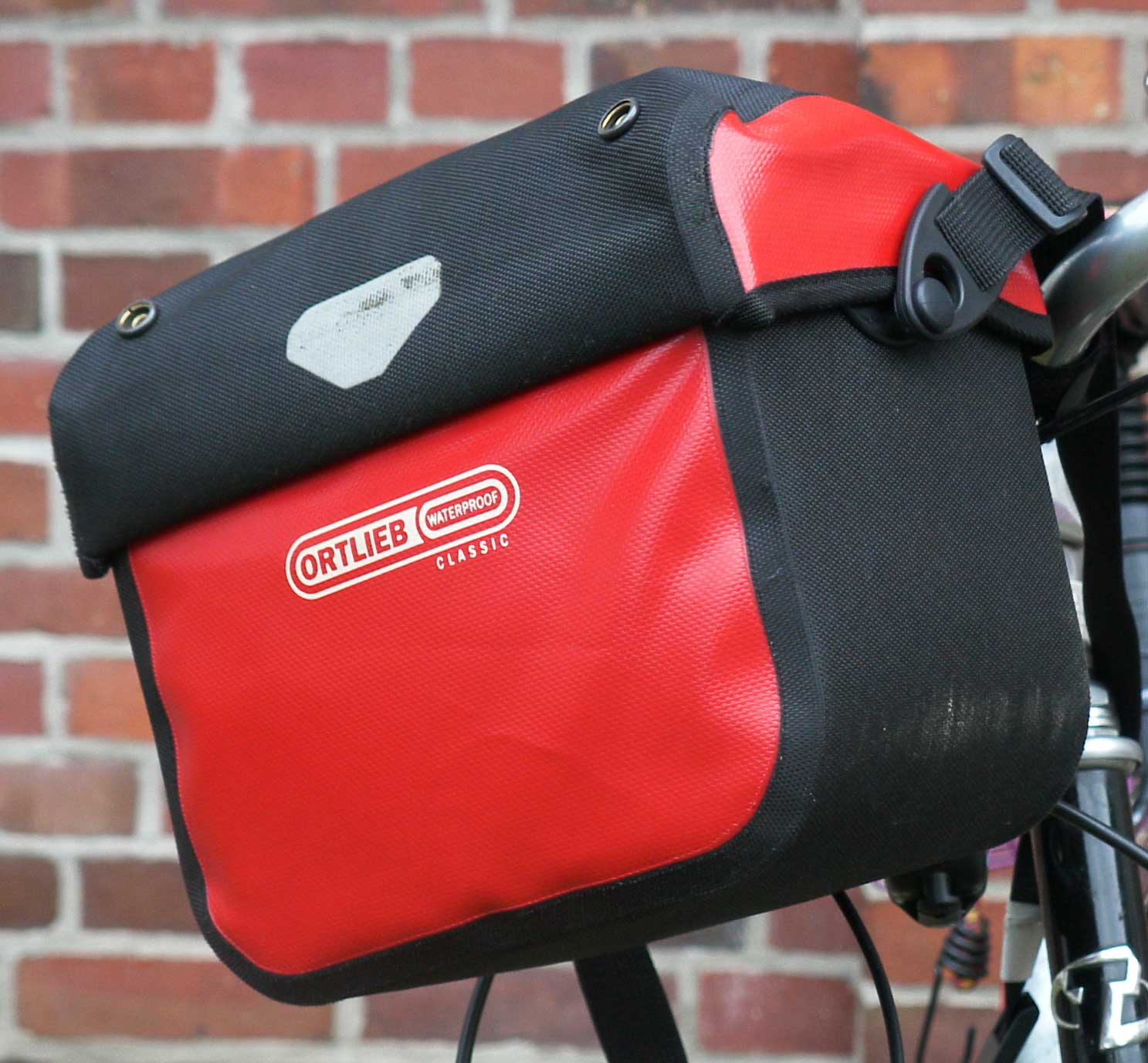
オルトリーブ社製の自転車専用バッグ

オルトリーブ（アルファベット表記：ORTLIEB）とは、ドイツの鞄メーカー。完全防水機能を持った旅行用の自転車専用バッグを製造していることで知られる。創業は1982年。社名は創業者で現・社長でもあるハートムート・オルトリーブの名前から付けられた。自転車用のバッグの他に、同じく完全防水機能を持ったメッセンジャーバッグやバックパック、同社製品に用いられている完全防水機能を持ったジッパーなどの製品がある。

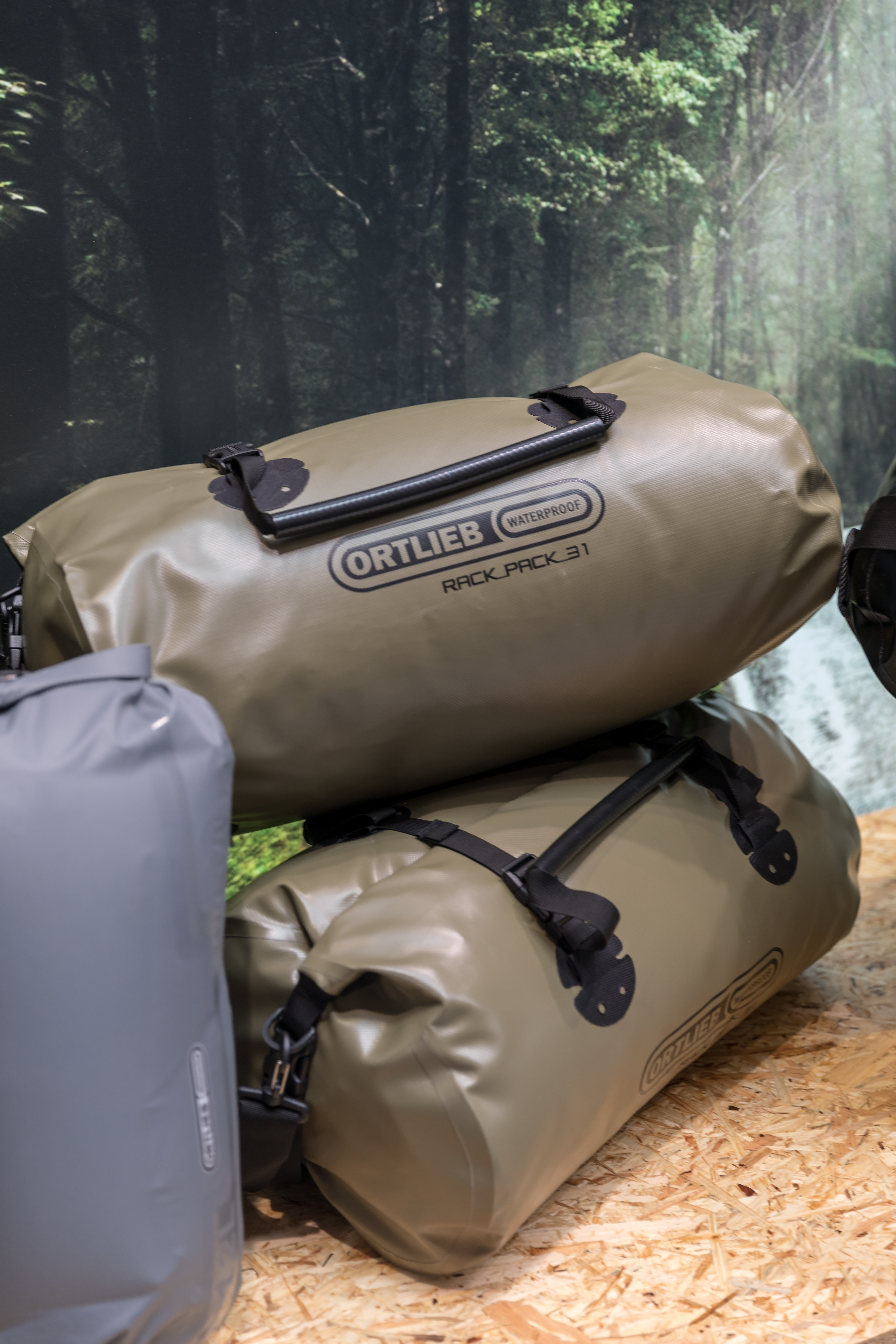